# Бухгольц, Карл Карлович
Карл Ка́рлович Бухгольц (18 марта 1765 — 14 мая 1831, Санкт-Петербург, Российская империя (1827, Ени-Кале, Российская империя) — российский офицер, генерал-майор (1804), участник всех основных войн Российской империи своего времени.

## Биография
Из дворян Эстляндской губернии. В 1779 году поступил в Артиллерийский и Инженерный шляхетский корпус, который окончил 26 июня 1782 года и был определён прапорщиком во 2-й Фузилерный полк. В 1786 году — переведён в Бомбардирский полк.
Участвовал в войне со шведами 1788—1790 годов, будучи зачислен артиллерийским офицером на бомбардирский корабль «Перун».
Участвовал в морских сражениях со шведским флотом у острова Эланд, под Ревелем, Выборгом и у Красной Горки, за что был награждён орденом Св. Владимира 4-й ст. с бантом и чином капитана.
В 1794 году находился при осаде Вильны и Праги. В 1797 году определён в 8-й артиллерийский батальон с чином майора. 1799 год — произведён в полковники.

### Наполеоновские войны и  русско-турецкая война
В 1800 год — назначен командиром Смоленского драгунского полка. 1803 год — повторно назначен командовать Смоленским драгунским полком.
1804 год — произведён в генерал-майоры, назначен шефом Северского драгунского полка. В 1805 году участвовал в походе в Австрию и сражался с французами под Кремсом, Санкт-Пельтеном и был ранен осколком гранаты в правую ногу под Аустерлицем.
1806 год — участвовал в боях на реке Нарев.
24 сентября 1806 года был уволен в отставку из-за столкновения с А. А. Аракчеевым.
В русско-турецкую войну 1806-1812 годов 19 ноября 1809 вновь принят на службу и был назначен Анапским комендантом. Орден Св. Георгия 4-го кл. получил 26 ноября 1809 за выслугу лет. В 1810 год — находился при осаде крепости Анапа, руководя осадной артиллерией. С 25 октября 1810 года был шефом Анапского гарнизонного полка, оставаясь комендантом в Анапе.

### Отечественная война 1812 года и зарубежный поход
В 1811 году назначен управляющим Брянским арсеналом. В начале 1812 году командирован на Ижорский орудийный завод под Петербургом. В 1812 г. прикомандирован к Петербургскому ополчению для формирования приданной ополчению артиллерии, участвовал во взятии Полоцка и в сражении под Чашниками. Участвовал в 1813 году в сражениях под Люценом, Бауценом и Вуршеном, где отличился, отразив огнем устроенной им батареи наседавших французов (ядром одной из пушек этой батареи был убит маршал Ж. Дюрок). За отличие под Вуршеном Бухгольц был награжден орденом Св. Анны 1-й ст. За отличие в сражениях под Пирной и Кульмом удостоен Высочайшего благоволения в особом рескрипте, и ему была пожалована аренда на 12 лет. Затем участвовал в осаде Дрездена, Гамбурга (получил алмазные знаки ордена Св. Анны 1-й ст.). После окончания военных действий назначен состоять по артиллерии с назначением управляющим Новгородским арсеналом.
В 1825 году вышел в отставку по болезни и поселился в Петербурге.
До 1827 год — согласно В. А. Потто, до смерти в 1827 году, являлся комендантом крепости Ени-Кале.
Поль Дюбрюкс в труде «описание развалин и следов древних городов и укреплений» поминает о Еникале следующее:
«При въезде в крепость, видны остатки сада Паши; еще в 1812 году в этом саду было значительное количество прекрасных садовых деревьев, но потом они почти все были вырублены. Правительство отдало это место коменданту крепости покойному генералу Бугальцу, который начал было делать кой-какие улучшения, но после его смерти сад снова пришел в запустение».
По другим данным — умер в 1831 году во время холерной эпидемии и был похоронен на Куликовом карантинном кладбище.

## Семья
- Жена (с 1811 года) — Екатерина Михайловна Даурова (1773/1778—25 марта 1854), черкесская (абазинская) княжна, захваченная в 1791 году в плен при взятии Анапы графом И. В. Гудовичем и воспитанная графом Коковским. Через этот брак Бухгольц приобрел в горах большие родственные связи. Екатерина Михайловна оказывала мужу огромную помощь и пользовалась общим уважением среди местного населения, имевших через её посредничество сношения с русскими властями.

По словам современника, была «особа которых мало встретишь; кто правды не любит, не приближайся к ней; с умом и рассудком, каждому выскажет в глаза, кто чего стоит; женщина приятная и по её собственным словам 42 лет, но сохранившая красоту привлекательную; всякий, видя свежесть лица её, убавит ей более десяти лет; все в ней прелестно, и глаза точно победительницы; и при солнечном сиянии и при свечах одинакова хороша; верхом же и в черкесском платье точно богиня! К внешнем красотам её присоединялась доброта души и желание услужить каждому и поделиться последним». Скончалась в Симферополе и была похоронена на общем городском кладбище.
- Св. Анны 1-й ст. с алмазами (за отличие под Вуршеном (1813))
- За отличие в сражениях под Пирной и Кульмом удостоен Высочайшего благоволения в особом рескрипте, и ему была пожалована аренда на 12 лет.
- алмазные знаки ордена Св. Анны 1-й ст. (за участие в осаде Дрездена, Гамбурга)
- орден Св. Владимира 3-й ст.,
- орден Св. Георгия 4-го кл.,
- два иностранных;
- кресты за Прагу и Кульм.